# Ka (rapper)
Kaseem Ryan (11. srpna 1972 – 12. října 2024), známější pod uměleckým jménem Ka, byl americký rapper, producent a hasič.

## Život a kariéra
Narodil se 11. srpna 1974 v New Yorku a vyrůstal v brooklynské čtvrti Brownsville. O hip hop se začal zajímat už v dětství.
Byl členem hudební skupiny Natural Elements, ale brzy ji opustil. V roce 1995 založil se svým kamarádem Kevem duo Nightbreed.
V roce 2008 vydal své debutové sólové album Iron Works. Album zaujalo člena Wu-Tang Clanu GZA, který ho pozval na své album Pro Tools z roku 2008. V roce 2012 desku Grief Pedigree. Album si produkoval sám a hostoval na něm Roc Marciano. Během své kariéry vydal dalších sedm sólových alb.
V roce 2016 bylo v časopisech uvedeno, že pracuje jako hasič. To on sám následně potvrdil. Vedl tak dva rozdílné životy.
Zemřel 12. října roku 2024. Příčina smrti nebyla odtajněna.

## Diskografie

### Sólová alba
| Název                    | Rok  |
| ------------------------ | ---- |
| Iron Works               | 2008 |
| Grief Pedigree           | 2012 |
| The Night's Gambit       | 2013 |
| Honor Killed the Samurai | 2016 |
| Descendants of Cain      | 2020 |
| A Martyr's Reward        | 2021 |
| Languish Arts            | 2022 |
| Woeful Studies           | 2022 |
| The Thief Next to Jesus  | 2024 |

### Společná alba
| Název                                                           | Rok  |
| --------------------------------------------------------------- | ---- |
| Days with Dr. Yen Lo (feat. Preservation, jako Dr. Yen Lo)      | 2015 |
| Orpheus vs. the Sirens (s Animoss, jako Hermit and the Recluse) | 2018 |

### EP
| Název                      | Rok  |
| -------------------------- | ---- |
| 1200 B.C. (s Preservation) | 2014 |
| The Superfly Single        | 2016 |